# STK
STK – polski przewoźnik kolejowy z siedzibą we Wrocławiu, działający w latach 2005–2022.

## Historia
Przedsiębiorstwo zostało założone w 2005 roku we Wrocławiu pod nazwą Specjalny Transport Kolejowy Sp. z o.o. Od chwili powstania celem firmy stało się zajęcie niszy rynkowej po rezygnacji PKP Cargo ze świadczenia usług z przesyłkami ponadgabarytowymi w relacji Wrocław Gądów – Gdynia Port.
Początkowo spółka zajmowała się specjalistycznymi przewozami z przekroczoną skrajnią dla przemysłu energetycznego. STK transportowała głównie ładunki ponadgabarytowe nadawane z Dolnośląskiej Fabryki Maszyn Elektrycznych we Wrocławiu. W 2008 roku firma została przekształcona w spółkę akcyjną STK SA. Obecnie zajmuje się głównie przewozami dla przedsiębiorstw z branży przemysłu karbochemicznego i petrochemicznego.
W grudniu 2016 przewoźnik został przejęty przez OT Logistics.
11 marca 2020 roku STK złożyła w Sądzie Rejonowym we Wrocławiu wniosek o otwarcie postępowania restrukturyzacyjnego w trybie postępowania sanacyjnego oraz wniosek o ogłoszenie upadłości. Ponad miesiąc później, 21 kwietnia 2020 roku, Sąd wydał postanowienie o zabezpieczeniu majątku dłużnika przez ustanowienie tymczasowego nadzorcy sądowego. 20 maja 2022 wrocławski sąd gospodarczy ogłosił upadłość spółki.

## Tabor kolejowy
STK dysponuje lokomotywami:
Od kwietnia 2012 roku jedna lokomotywa serii 753 o numerze 741-8 została wypożyczona przez STK od Unipetrol Doprava. Pojazd ten pracował do listopada kiedy to został zwrócony właścicielowi. W listopadzie i grudniu 2006 roku STK prowadziła krótkotrwałą dzierżawę lokomotywy 130 049. Kolejna dzierżawiona lokomotywa z serii 130 o numerze 013 była przez firmę trwała od lipca 2011 do maja 2014 roku. Dodatkowo od grudnia 2011 STK dzierżawiła lokomotywę 182 002-6, która najpierw pracowała dla czeskiego CD Cargo, a potem została przekazana słowackiemu przewoźnikowi XTR Logistic s.r.o. Šilheřovice. Od 26 lutego 2020 roku pojazd został przekazany Trans Rapid.
Na początku listopada 2016 roku wszystkie lokomotywy E6ACT zostały sprzedane spółce Industrial Division, a w grudniu 2018 roku STK rozpoczęło eksploatacje trzech E6ACTa, które zostały wypożyczone od Newagu, a w na początku maja 2020 roku trafiły do Industrial Division. W kwietniu 2019 roku OT Logistics wystawiła oba zmodernizowane lokomotywy serii 30E1 na sprzedaż.
W przeszłości do spółka również wypożyczała lokomotywy produkcji niemieckiej Bombardier E483 Traxx, i pojedynczymi egzemplarzami lokomotyw 650 i M62, który był produkcji radzieckiej, które po odbyciu eksploatacji w STK zostały zwrócone właścicielom. STK było również właścicielem jednej lokomotywy 409Da, która została później przekazana wraz z SM30-926 do Lokomotiv.